# George Soros
George Soros (pronunciato [ˈʃoroʃ]; nato György Schwartz, pron. [ʃvaʁʦ]; Budapest, 12 agosto 1930) è un imprenditore e banchiere ungherese naturalizzato statunitense.
Soros è presidente del Soros Fund, dell'Open Society Foundations e fondatore e consigliere del Quantum Group. Politicamente è un sostenitore del movimento liberal del Partito Democratico degli Stati Uniti d'America e un finanziatore di gruppi per i diritti umani con un marcato interesse per la filosofia, a partire da quella del suo insegnante giovanile, Karl Popper.
Soros è considerato da alcuni come uno degli investitori di maggior successo nel mondo.
A maggio 2017, aveva una ricchezza netta stimata in 25,2 miliardi di dollari, tale da renderlo una delle trenta persone più ricche del mondo. Dopo aver donato una parte della propria ricchezza in beneficenza, a fine 2017 è al 195º posto della classifica di Bloomberg con un patrimonio netto di 8 miliardi.
Nato a Budapest in una famiglia ebraica, Soros sopravvisse all'occupazione nazista dell'Ungheria ed emigrò nel Regno Unito nel 1947, dove si laureò alla London School of Economics con un master in filosofia. Lavorò quindi in varie banche commerciali londinesi prima di avviare il suo primo hedge fund, Double Eagle, nel 1969, i cui utili reinvestì l'anno successivo nel Soros Fund Management, il suo secondo hedge fund, Double Eagle, ribattezzato Quantum Fund, è stata la principale azienda di cui Soros è stato consulente, passando da 12 milioni di dollari di attività in gestione alla sua fondazione fino a 25 miliardi di dollari nel 2011, la maggior parte della sua ricchezza netta complessiva. Soros è noto come "l'uomo che ha sbancato la Banca d'Inghilterra e la Banca d'Italia" per le sue speculazioni di maggior successo, quando durante il mercoledì nero (16 settembre del 1992) vendette sterline a pronti contro termine per un valore complessivo di 10 miliardi di dollari, costringendo la Banca d'Inghilterra a svalutare la sterlina e guadagnando così in un giorno solo una cifra stimata in 1,1 miliardi di dollari. Operazione analoga fu da lui effettuata contro la lira italiana col risultato che questa fu svalutata del 30%.
I suoi studi in filosofia lo portarono a sviluppare e applicare la teoria generale della riflessività di Karl Popper ai mercati dei capitali; Soros afferma di aver raggiunto così un quadro chiaro delle bolle speculative e del valore dei titoli, nonché delle discrepanze di valore utilizzate in borsa.
Soros è un noto sostenitore delle cause politiche progressiste e liberali statunitensi e dispensa filantropicamente donazioni a tal fine attraverso la sua fondazione, la Open Society Foundations. Tra il 1979 e il 2011, Soros ha donato più di 11 miliardi di dollari per varie cause filantropiche; nel 2017, le sue donazioni "a iniziative civiche per ridurre la povertà e aumentare la trasparenza e per borse di studio e università in tutto il mondo" hanno raggiunto i 12 miliardi di dollari. Soros ha svolto un ruolo significativo nel sostenere la transizione pacifica dal comunismo al capitalismo dell'Europa orientale alla fine degli anni '80 e agli inizi degli anni '90 e ha finanziato con una delle più grandi donazioni la creazione della Central European University nella sua città natale.

## Biografia
George Soros nasce a Budapest (Ungheria) col nome di György Schwartz in una famiglia benestante di origine ebraica. Il padre Theodor Schwartz (successivamente Tivadar Soros) era avvocato, editore, investitore ed ex ufficiale dell'Imperial-regio esercito (già prigioniero di guerra in Russia durante la prima guerra mondiale), oltre che esperantista; nel 1924 Teodoro Schwartz sposa Elizabeth (Erzsébet), figlia di una famiglia abbiente proprietaria di un negozio di tessuti in seta. Gli Schwartz non erano ebrei praticanti e anzi, come altri ebrei ungheresi appartenenti alla borghesia, erano a disagio rispetto alle proprie origini; lo stesso Soros descriverà la propria famiglia come antisemita. Nel 1936, a causa del crescente antisemitismo nel Regno d'Ungheria, come misura di mimetismo difensivo la famiglia Schwartz cambia il proprio cognome in Soros, parola palindroma che in ungherese significa "successore" e in esperanto "salirà".
Nel marzo del 1944, quando Soros ha 13 anni, la Germania nazista occupa l'Ungheria. I ragazzi ebrei sono espulsi dalle scuole e costretti a presentarsi al Judenrat ("Consiglio ebraico"), stabilito durante l'occupazione. Soros descriverà in seguito allo scrittore Michael Lewis come "Il Consiglio ebraico chiedeva ai ragazzi di consegnare i messaggi di deportazione. Mi dissero di andare al Consiglio ebraico e lì mi diedero dei foglietti di carta... Io li portai a mio padre, che li riconobbe all'istante. C'era una lista di tutti gli avvocati ebrei ungheresi. [Mio padre] mi disse «consegna i foglietti e dì alle persone che se si consegnano saranno deportati.»
Soros non tornò a quel lavoro e la sua famiglia acquistò documenti che attestavano che fossero cristiani, consentendo così loro di sopravvivere alla guerra. Più tardi lo stesso anno, all'età di 14 anni, Soros si presentava come figlioccio di un ungherese cristiano, funzionario del ministero dell'Agricoltura del governo collaborazionista ungherese, che aveva lui stesso una moglie ebrea nascosta. In un'occasione, piuttosto che lasciare solo il ragazzino, il funzionario portò il giovane Soros con sé mentre faceva l'inventario di una ricca famiglia ebraica, anche se Soros non vi partecipò direttamente. Tivadar non solo salvò la sua famiglia diretta ma anche molti altri ebrei ungheresi e George avrebbe poi scritto che il 1944 era stato "[l'anno] più felice della mia vita", perché gli aveva dato l'opportunità di testimoniare l'eroismo di suo padre. Nel 1945 Soros sopravvisse all'assedio di Budapest, in cui le forze sovietiche e tedesche combatterono casa per casa attraverso la città.
Nel 1947 per sfuggire al nuovo regime filosovietico dell'Ungheria Soros, grazie anche ai suoi contatti acquisiti nel mondo esperantista, riuscì ad emigrare nel Regno Unito e divenne uno studente alla London School of Economics. Mentre studiava con il filosofo Karl Popper, Soros lavorava come facchino ferroviario e come cameriere, ricevendo in un'occasione anche 40 sterline da una associazione caritatevole quacchera. Nel 1951 ottenne il titolo di Bachelor of Science, e nel 1954 quello di Master of Science, entrambi in filosofia, presso la London School of Economics.
Nel 1960 sposò Annaliese Witschak, con cui ha avuto i figli Robert, Andrea e Jonathan. Nel 1983 sposò Susan Weber, dalla cui unione nacquero Alexander e Gregory. Nel 2008 incontrò la terza moglie, Tamiko Bolton (nippo-statunitense, all'epoca di 37 anni), che sposò nel 2013.

## Carriera finanziaria
Dopo la laurea Soros faticava a trovare lavoro, arrivando a fare il commesso viaggiatore per un grossista di souvenir turistici per le località balneari della costa del Galles. Soros descriverà poi tale periodo come "punto più basso della mia vita". Riflettendo sul suo passaggio da rifugiato a finanziere, Soros racconterà poi: "Ho fatto un gran numero di lavori, finendo per vendere souvenir nei resort di mare, e ho pensato: non è proprio quello che so fare meglio. Così ho scritto ai direttori di tutte le banche commerciali di Londra, ricevendo solo una o due risposte, ma alla fine è così che ho avuto un lavoro in una banca commerciale".
Nel 1954 Soros ottenne il primo lavoro nella banca d'affari londinese Singer & Friedlander - secondo Soros stesso poiché il direttore responsabile era ungherese come lui - prima come impiegato e poi nel reparto arbitraggio. Un collega, Robert Mayer, gli suggerisce di fare domanda presso la casa di intermediazione (brokerage house) di suo padre, F.M. Mayer di New York.
Nel 1956 Soros si trasferì negli Stati Uniti d'America presso F.M. Mayer, specializzandosi nei mercati europei e diventando popolare tra gli investitori per la sua conoscenza della Comunità europea del carbone e dell'acciaio.
Nel 1959 Soros passò alla Wertheim & Co nella posizione di analista di titoli europei. Soros aveva intenzione di rimanervi per cinque anni, abbastanza a lungo per risparmiare 500.000 dollari e tornare poi in Inghilterra per continuare a studiare filosofia. Durante questo periodo, Soros sviluppò l'applicazione della teoria della riflessività di Popper ai mercati finanziari, secondo cui i valori di mercato sono spesso guidati dalle idee fallibili dei partecipanti, non solo dai fondamentali economici della situazione. E in base a cicli di feedback  riflessivi, le idee influenzano gli eventi e gli eventi influenzano le idee. Soros ha inoltre sostenuto che ciò porta a mercati con dinamiche pro-cicliche "virtuose o viziose" di crescita e crollo, in contrasto con le previsioni di equilibrio delle dottrine economiche neoclassiche standard.
Tra il 1963 e il 1973 Soros è stato vice-presidente di Arnhold and S. Bleichroeder, ma l'esperienza non lo entusiasmò e l'introduzione della tassa di equalizzazione degli interessi rese gli affari di intermediazione con l'Europa poco redditizi. Tra il 1963 e il 1966 Soros spese la maggior parte del suo tempo a rivedere la sua dissertazione di filosofia. Nel 1966 avviò un fondo con 100.000 dollari del denaro della società per sperimentare le sue strategie commerciali, motivato principalmente dal desiderio di affermarsi come investitore per trarre profitto dalle sue teorie filosofico-economiche.
Nel 1969, insieme a Jim Rogers, Soros fondò il fondo di copertura (hedge fund) Double Eagle, con sede a Curaçao, Antille Olandesi, con quattro milioni di dollari di capitale degli investitori, inclusi 250.000 dollari di suo patrimonio personale.
Nel 1973 il fondo Double Eagle aveva raccolto 12 milioni di dollari e costituì la base del successivo fondo Soros. George Soros e Jim Rogers hanno ricevuto ritorni sulla loro quota di capitale e il 20 per cento dei profitti ogni anno.
Nel 1970 Soros costituì la società Soros Fund Management e ne divenne presidente. Tra coloro che avevano posizioni di alto livello nel fondo in diverse epoche vi sono stati Jim Rogers, Stanley Druckenmiller, Mark Schwartz, Keith Anderson e i due figli di Soros.
Nel 1973, a causa dei conflitti d'interesse percepiti che limitavano la sua libertà di manovra nella gestione dei due fondi, Soros si dimise dalla gestione del fondo Double Eagle, dando agli investitori nel Fondo Double Eagle l'opzione di trasferirsi al Soros Fund o di restare con Arnhold and S. Bleichroeder.
Double Eagle fu successivamente rinominato Quantum Fund, con riferimento alla teoria della meccanica quantistica. A quel tempo il valore del fondo era salito a 12 milioni di dollari, solo una piccola parte dei quali erano di proprietà di Soros. Soros e Rogers reinvestirono i loro ritorni dal fondo e anche una buona parte delle loro commissioni di prestazioni del 20%, ampliando così la loro partecipazione.
Nel 1981 il fondo era cresciuto a 400 milioni di dollari, quando una perdita del 22% in quell'anno e sostanziali rimborsi richiesti da parte degli investitori lo ridussero a 200 milioni.
Nel mese di luglio 2011 Soros annunciò di aver restituito tutti i fondi di investitori esterni (valutati a 1 miliardo di dollari) investendo a questo scopo parte dei 24,5 miliardi di dollari del proprio patrimonio personale poiché, secondo Soros, le modifiche apportate alle norme di divulgazione della Securities and Exchange Commission avrebbero compromesso i suoi doveri di riservatezza verso gli investitori. Il fondo aveva in quel momento una media di oltre il 20% di rendimento annuale composto.
Nel 2013 il Quantum Fund ha realizzato 5,5 miliardi di dollari di utili, rendendolo nuovamente l'hedge fund di maggior successo della storia. Dalla sua creazione nel 1973, il fondo ha generato 40 miliardi di dollari di utili.

### Speculazioni monetarie

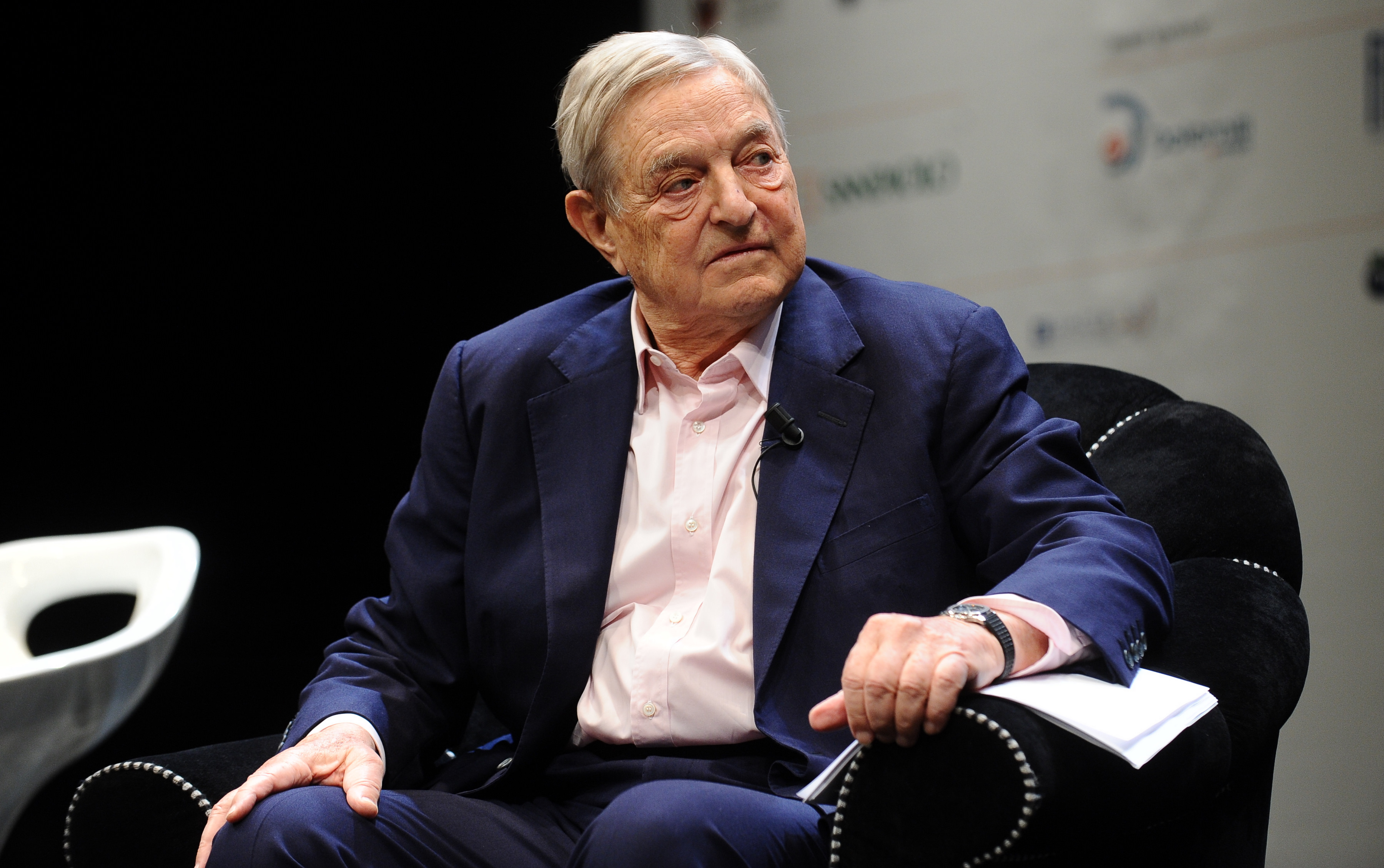
George Soros nel 2012 al Festival dell'economia di Trento.

Soros aveva individuato la posizione sfavorevole del Regno Unito nel meccanismo europeo dei tassi di cambio. Secondo Soros, il tasso di cambio della sterlina con la quale il Regno Unito era stato portato nel meccanismo europeo dei tassi di cambio era troppo alto, l'inflazione era troppo elevata (il triplo del tasso tedesco) ed i tassi d'interesse britannici danneggiavano i prezzi degli asset.
Il fondo di Soros aveva comperato a termine sterline in quantità enormi, per un valore totale di 10 miliardi di dollari, fino a che il 16 settembre 1992 egli le mise tutte in vendita approfittando della riluttanza del governo britannico sia ad aumentare i tassi di interesse a livelli paragonabili a quelli di altri paesi del Sistema monetario europeo sia a lasciare fluttuante il tasso di cambio della moneta. Per far fronte alla mossa speculativa, il Regno Unito dovette abbandonare il Sistema monetario europeo, svalutando la sterlina. Il guadagno di Soros sulla scommessa è stato stimato a oltre 1 miliardo di dollari, e Soros è stato soprannominato "l'uomo che sbancò [broke] la Banca d'Inghilterra". Il costo stimato del mercoledì nero per il Tesoro britannico è stato di 3,4 miliardi di sterline.
Sempre il 16 settembre 1992, a seguito dell'annuncio che la Bundesbank avrebbe smesso di appoggiare il cambio fisso della lira italiana rispetto al marco tedesco, Soros insieme ad altri speculatori vendette lire allo scoperto, costringendo la Banca d'Italia a svalutare per compensare l'ormai insostenibile sopravvalutazione della moneta. In conseguenza di tale azione, la lira riportò una perdita di valore del 30% e dovette uscire dal Sistema monetario europeo. Soros dichiarerà poi: "L'attacco speculativo contro la lira fu una legittima operazione finanziaria"; "mi ero basato sulle dichiarazioni della Bundesbank, che dicevano che la banca tedesca non avrebbe sostenuto la valuta italiana. Bastava saperle leggere".

### Condanna perinsider tradingsulla Société Générale
Nel 1988 gli fu chiesto di partecipare a un cambiamento di gestione di una banca francese. Rifiutò di partecipare all'offerta, ma più tardi acquistò una quota relativamente piccola di azioni dell'istituto finanziario. Quattordici anni dopo, nel 2002, una corte francese lo condannò per insider trading e lo multò di 2 milioni di dollari. Soros negò qualsiasi addebito e disse che la notizia del cambiamento di gestione era pubblica. Dopo vari ricorsi è stato condannato da un tribunale francese, nel giugno 2006, a pagare una penale di 2,3 milioni di dollari.
Nel 1988 Soros venne contattato dal finanziere francese Georges Pébereau, che gli chiese di partecipare allo sforzo per riunire un gruppo d'investitori per l'acquisto di un gran numero di azioni della Société Générale, principale banca francese in via di privatizzazione sotto il nuovo governo di Jacques Chirac.
Soros infine decise di non partecipare alla cordata, optando per andare avanti da solo con la sua strategia di accumulazione di azioni in quattro società francesi: Société Générale, Suez, Paribas e Compagnie Générale d'Électricité. Nel 1989, la Commission des Opérations de Bourse (COB), l'autorità di regolamentazione delle borse francesi, condusse un'indagine sulla questione se l'operazione di Soros in Société Générale dovesse essere considerata un caso di insider trading. Soros non aveva ricevuto alcuna informazione dalla Société Générale e non aveva alcuna conoscenza intima dell'organizzazione, ma era a conoscenza che un gruppo di investitori stava progettando un tentativo di acquisizione. Le inchieste iniziali hanno scagionato Soros e non sono state presentate accuse, tuttavia il caso fu riaperto alcuni anni dopo e la Corte Suprema francese confermò la condanna il 14 giugno 2006, pur riducendo l'ammenda a 940.000 euro. Soros ha negato ogni illecito, sostenendo che la notizia della cordata era di pubblico dominio e che la sua intenzione di acquisire azioni della società precedeva la sua venuta a conoscenza della cordata. Nel dicembre 2006 Soros ha fatto appello alla Corte europea dei diritti dell'uomo per vari motivi, tra cui il fatto che il ritardo di 14 anni per portare in giudizio il caso non ha consentito un equo processo. Sulla base dell'articolo 7 della Convenzione europea sui diritti dell'uomo, affermando che nessuna persona può essere punita per un atto che non era reato al momento della sua commissione, il tribunale ha dichiarato ammissibile il ricorso, respingendolo poi nei meriti nell'ottobre 2011 con una decisione per 4 contro 3, affermando che Soros fosse al corrente del rischio di infrangere le leggi francesi sull'insider trading.

## Filosofia

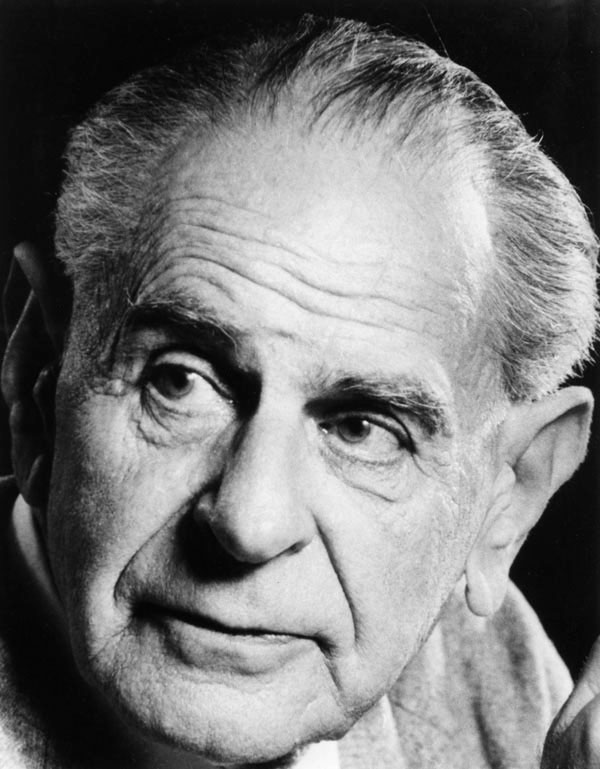
Karl Popper

Soros ha un acuto interesse per la filosofia, e la sua visione filosofica è influenzata fortemente da Karl Popper, suo professore alla London School of Economics. Il suo Open Society Institute è stato così chiamato in riferimento al lavoro in due volumi di Popper: The Open Society and Its Enemies (La società aperta e i suoi nemici).

Nonostante sia un finanziere, Soros è anche un critico del neoliberismo friedmaniano e del libero mercato. Nonostante l'attività di investitore e speculatore monetario, Soros afferma difatti che l'attuale sistema di speculazione finanziaria insidia un sano sviluppo economico in molti paesi sottosviluppati. Economicamente Soros è più affine a John Maynard Keynes (anch'egli noto investitore anche se critico verso forme estreme di speculazione) che all'amico e collaboratore di Popper Friedrich von Hayek, che comunque apprezza: 
Soros ha reso popolari concetti quali "disequilibrio dinamico", "disequilibrio statico" e "condizioni vicine all'equilibrio" quali giuste chiavi di lettura per i meccanismi economici; critica invece aspramente l'attuale lettura dell'economia basata su regole derivate dalla meccanica classica e basate quindi sull'idea di equilibrio. Anche i suoi scritti si concentrano in modo particolare sul concetto di "riflessività" e ha descritto specificatamente i suoi effetti nei mercati. Tali concetti si possono pensare come un'analisi del concetto di profezia che si autoadempie, come lui stesso ha più volte sottolineato.
Soros individua la fonte di molti dei problemi della contemporaneità in ciò che definisce come il fondamentalismo del mercato. Il suo porsi in maniera critica nei confronti di molti aspetti della globalizzazione lo hanno reso una figura controversa.  Per Victor Niederhoffer: "Soprattutto, George credeva anche allora in una economia mista, in cui operasse una forte autorità centrale internazionale il cui compito fosse di correggere le distorsioni causate da un eccessivo individualismo".
In un'intervista sulla grande recessione di fine anni 2000, Soros vi ha fatto riferimento come alla crisi più grave dagli anni '30. Secondo Soros, il fondamentalismo del mercato con il suo presupposto che i mercati si correggano senza necessità di intervento governativo negli affari finanziari è stato "un qualche tipo di eccesso ideologico". Nella visione di Soros, gli stati d'animo o umori del mercato - ossia una tendenza prevalente all'ottimismo o al pessimismo con cui i mercati guardano realtà - 
("George Soros on the financial crisis")
In risposta alla grande recessione di fine anni 2000, Soros ha fondato nell'ottobre 2009 l'Istituto per il Nuovo Pensiero Economico (Institute for New Economic Thinking), un think tank composto da esperti internazionali di economia, commercio e finanza, incaricati d'indagare nuovi approcci radicali per organizzare il sistema economico e finanziario internazionale.

### Riflessività, mercati finanziari e teoria economica
Gli scritti di Soros si concentrano sul concetto di riflessività, secondo cui i pregiudizi degli individui entrano nelle transazioni di mercato, potenzialmente modificando i fondamenti dell'economia. Soros sostiene che principi diversi si applichino nei mercati a seconda che siano "vicino all'equilibrio" o "lontano dallo stato di equilibrio". Egli sostiene che, quando i mercati stanno aumentando o cadono rapidamente, sono tipicamente caratterizzati da squilibri piuttosto che da equilibrio e che la teoria economica convenzionale del mercato (ipotesi di mercato efficace) non si applica in queste situazioni. Soros ha diffuso i concetti di "disequilibrio dinamico", "disequilibrio statico" e condizioni "vicino all'equilibrio". Ha affermato che il suo successo finanziario è stato attribuibile Al limite accordato dalla sua comprensione dell'azione dell'effetto riflessivo. La riflessività si basa su tre idee principali:
1. La riflessività è meglio osservata in condizioni particolari in cui il pregiudizio degli investitori cresce e si diffonde in tutta l'arena di investimento. Esempi di fattori che possono dare origine a questa previsione includono (a) la leva finanziaria o (b) le abitudini degli speculatori trend-following (comportamento del gregge).
2. La riflessività appare in maniera intermittente poiché è più probabile che si possa rivelare in determinate condizioni, ossia, il carattere del processo di equilibrio è meglio considerato in termini di probabilità.
3. L'osservazione degli investitori e la loro partecipazione ai mercati dei capitali possono talvolta influenzare le valutazioni e le condizioni o i risultati fondamentali.

Un recente esempio di riflessività nei mercati finanziari moderni è quello del debito e del patrimonio netto dei mercati immobiliari. I finanziatori hanno cominciato a fare più soldi a disposizione di più persone negli anni '90 per acquistare case. Più persone hanno acquistato case con questa maggiore quantità di denaro, aumentando così i prezzi di queste case. I finanziatori hanno esaminato i loro bilanci, che non solo hanno mostrato che avevano fatto più prestiti, ma che i prestiti a sostegno dei prestiti - il valore delle case - erano saliti (perché più soldi stavano inseguendo relativamente la stessa quantità di alloggi). Così hanno prestato ancora più soldi perché i loro bilanci sembravano buoni e i prezzi sono saliti ancora più in alto.
Ciò è stato ulteriormente amplificato dalla politica pubblica. Negli Stati Uniti, i prestiti per la casa sono stati garantiti dal governo federale. Molti governi nazionali hanno visto la proprietà della casa come un risultato positivo e hanno quindi introdotto sovvenzioni per gli acquirenti di prima casa e altri sussidi finanziari, come l'esenzione di una residenza primaria da imposte sul guadagno capitali. Questi hanno ulteriormente incoraggiato gli acquisti di case, portando ad ulteriori aumenti dei prezzi e ulteriore rilassamento degli standard di prestito.
Il concetto di riflessività cerca di spiegare perché i mercati che si muovono da uno stato di equilibrio ad un altro tendono a non andare a segno. Le teorie di Soros sono state originariamente scartate dagli economisti, ma hanno ricevuto più attenzione dopo il collasso finanziario del 2008, venendo discusse anche in una edizione tematica del Journal of Economic Methodology.
La nozione di riflessività fornisce una spiegazione alle teorie di economia della complessità, sviluppate presso il Santa Fe Institute, anche se Soros non aveva pubblicato le proprie opinioni al momento in cui la disciplina venne originariamente sviluppata negli anni '80.

### Riflessività nella politica
Anche se la manifestazione primaria del processo riflessivo che Soros discute concerne i suoi effetti sui mercati finanziari, Soros ha anche esplorato i suoi effetti nella politica. Egli ha affermato che mentre le più grandi minacce alla "società aperta" in passato venivano dal comunismo e dal fascismo (come discusso in La società aperta e i suoi nemici dal suo mentore Karl Popper), la più grande minaccia attuale deriva dal fondamentalismo del mercato.
Soros ha suggerito che il dominio contemporaneo della politica mondiale e del commercio mondiale da parte degli Stati Uniti è un fenomeno riflessivo, in quanto il successo della coercizione militare e finanziaria si auto-alimenta e incoraggiare applicazioni sempre più intense delle stesse politiche fino al punto in cui finiranno per essere insostenibili.
Soros sostiene inoltre che l'attuale sistema di speculazione finanziaria pregiudica il sano sviluppo economico in molti paesi in via di sviluppo. Soros ritiene che molti dei problemi del mondo derivino dai fallimenti inerenti a ciò che caratterizza come fondamentalismo del mercato. Soros afferma di tracciare una distinzione tra essere un partecipante al mercato e lavorare per cambiare le regole che i partecipanti al mercato devono seguire.l libro di Soros The New Paradigm for Financial Markets (maggio 2008) descrive una "super-bolla" che si è sviluppata nei precedenti 25 anni ed è pronta ad esplodere. Questo è stato il terzo in una serie di libri che ha scritto che hanno predetto il disastro. Come afferma: «Ho un primato nel gridare "Al lupo!": l'ho fatto prima ne L'alchimia delle finanze (1987), poi ne La crisi del capitalismo globale (1998) e ora in questo libro. Quindi sono tre libri che prevedono disastri. [Dopo] che il ragazzo ha gridato al lupo tre volte... il lupo è arrivato davvero».
Nel febbraio del 2009 Soros ha affermato che il sistema finanziario mondiale era di fatto disintegrato, aggiungendo che non c'era prospettiva di una risoluzione a breve termine della crisi. "Abbiamo assistito al crollo del sistema finanziario .... È stato messo in terapia intensiva, ed è ancora in terapia intensiva. Non c'è alcun segno che siamo vicini a toccare il fondo".
Nel gennaio del 2016, in un forum economico in Sri Lanka, Soros ha previsto una nuova crisi finanziaria simile a quella del 2008 dovuta allo stato dei mercati monetari e dei mercati globali delle merci, nonché al crollo dello yuan cinese: "La Cina ha un problema di aggiustamento importante. Vorrei dire che ammonta ad una crisi. Quando guardo ai mercati finanziari, c'è una sfida seria che mi ricorda la crisi che avevamo nel 2008".

## Ricchezza e filantropia
A partire dal febbraio del 2015 Forbes Magazine ha posto Soros come la 19ª persona più ricca al mondo, il più ricco gestore di hedge fund al mondo e il 19° nella sua lista dei 400 americani più ricchi, con un patrimonio netto stimato a 25,2 miliardi di dollari. Soros ha perso quasi 1 miliardo di dollari nelle settimane dopo l'elezione del repubblicano Donald Trump come presidente degli Stati Uniti nel 2016. Dopo aver donato una fetta della propria ricchezza in beneficenza, a fine 2017 era al 195º posto della classifica di Bloomberg, con un patrimonio netto di 8 miliardi.
Soros è attivo come filantropo fin dagli anni '70, quando ha iniziato a fornire fondi per aiutare gli studenti neri a frequentare l'Università di Città del Capo nel Sudafrica dell'apartheid e ha iniziato a finanziare movimenti e dissidenti dietro la cortina di ferro.

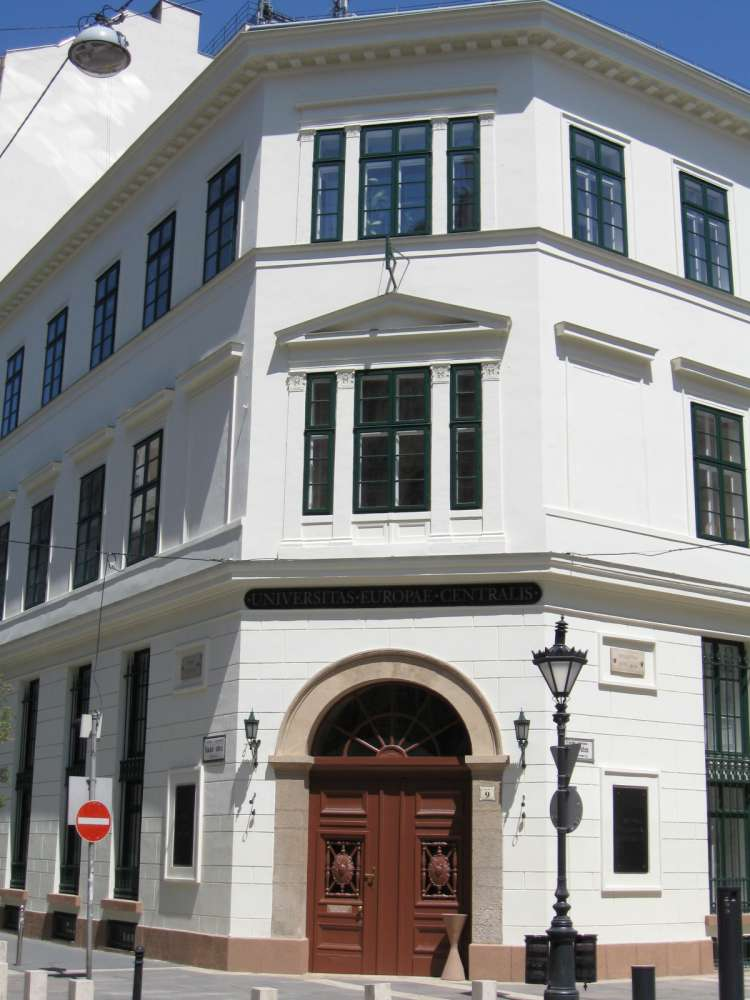
Central European University, Budapest

Il finanziamento filantropico di Soros include gli sforzi per promuovere la democratizzazione non violenta negli Stati post-sovietici. Questi sforzi, soprattutto nell'Europa centrale e orientale, si verificano principalmente attraverso la Open Society Foundations (originariamente Open Society Institute o OSI) e le Fondazioni nazionali di Soros, che a volte passano sotto altri nomi (come la Stefan Batory Foundation in Polonia). PBS ha stimato che dal 2003 esse abbiano elargito un totale di 4 miliardi di dollari. L'OSI dice che ha speso circa 500 milioni di dollari l'anno negli ultimi anni.
Nel 2003 il presidente della Federal Reserve Paul Volcker ha scritto nella prefazione del libro di Soros The Alchemy of Finance: "George Soros ha lasciato il segno come un speculatore enormemente di successo, abbastanza saggio da ritirarsi in gran parte quando ancora in vantaggio al gioco. La maggior parte delle sue enormi vincite ora è dedicata a incoraggiare le nazioni in transizione ed emergenti a diventare "società aperte", aperte non solo nel senso della libertà di commercio, ma - più importante - tolleranti di nuove idee e di diversi modi di pensiero e comportamento".
La rivista Time nel 2007 ha citato due progetti specifici: 100 milioni di dollari verso le infrastrutture Internet per le università regionali russe e 50 milioni di dollari per la Millennium Promise per sradicare la povertà estrema in Africa, rilevando che Soros aveva donato 742 milioni di dollari ai progetti negli Stati Uniti, per un totale di oltre 7 miliardi di dollari.
Nel settembre 2006 Soros ha impegnato 50 milioni di dollari alla Millennium Promise, guidata dall'economista Jeffrey Sachs per fornire aiuti educativi, agricoli e medici per aiutare i villaggi in Africa a sopportare la povertà. Il New York Times ha definito questa impresa come una "deviazione" per Soros, il cui obiettivo filantropico era quello di favorire la democrazia e il buon governo, ma Soros ha osservato che la maggior parte della povertà è dovuta al malgoverno.
Altri progetti notevoli hanno incluso gli aiuti a scienziati e università in tutta l'Europa centrale e orientale, aiutano i civili durante l'assedio di Sarajevo e finanziato Transparency International. Soros ha inoltre impegnato un prestito di 420 milioni di euro alla Central European University (CEU). Il vincitore del Premio Nobel per la Pace Muhammad Yunus e la sua banca di microfinanza Grameen Bank hanno ricevuto il sostegno dall'OSI.
Secondo il National Review Online, l'Open Society Institute ha dato nel settembre 2002 20.000 dollari al Comitato di Difesa di Lynne Stewart, l'avvocato che ha difeso in tribunali imputati controversi, poveri e spesso impopolari, e che era stato condannato a 2 anni di carcere per "aver fornito sostegno materiale per una cospirazione terroristica" attraverso una conferenza stampa per un cliente. Una portavoce OSI ha affermato: "ci sembrava in quel momento che ci fosse una questione di diritto alla difesa degna del nostro sostegno", ma ha affermato che le richieste di supporto successive sono state rifiutate.
La Open Society Foundations ha programmi attivi in più di 60 paesi in tutto il mondo, con spese totali attualmente pari a circa 600 milioni di dollari all'anno.

## Coinvolgimento in politica
Soros ha finanziato numerosi movimenti di liberazione nazionale e a favore dei diritti umani (come il movimento anti-apartheid in Sudafrica), si oppone alla guerra alla droga in senso antiproibizionista, e sostiene la legalizzazione dell'eutanasia.

### Stati Uniti d'America

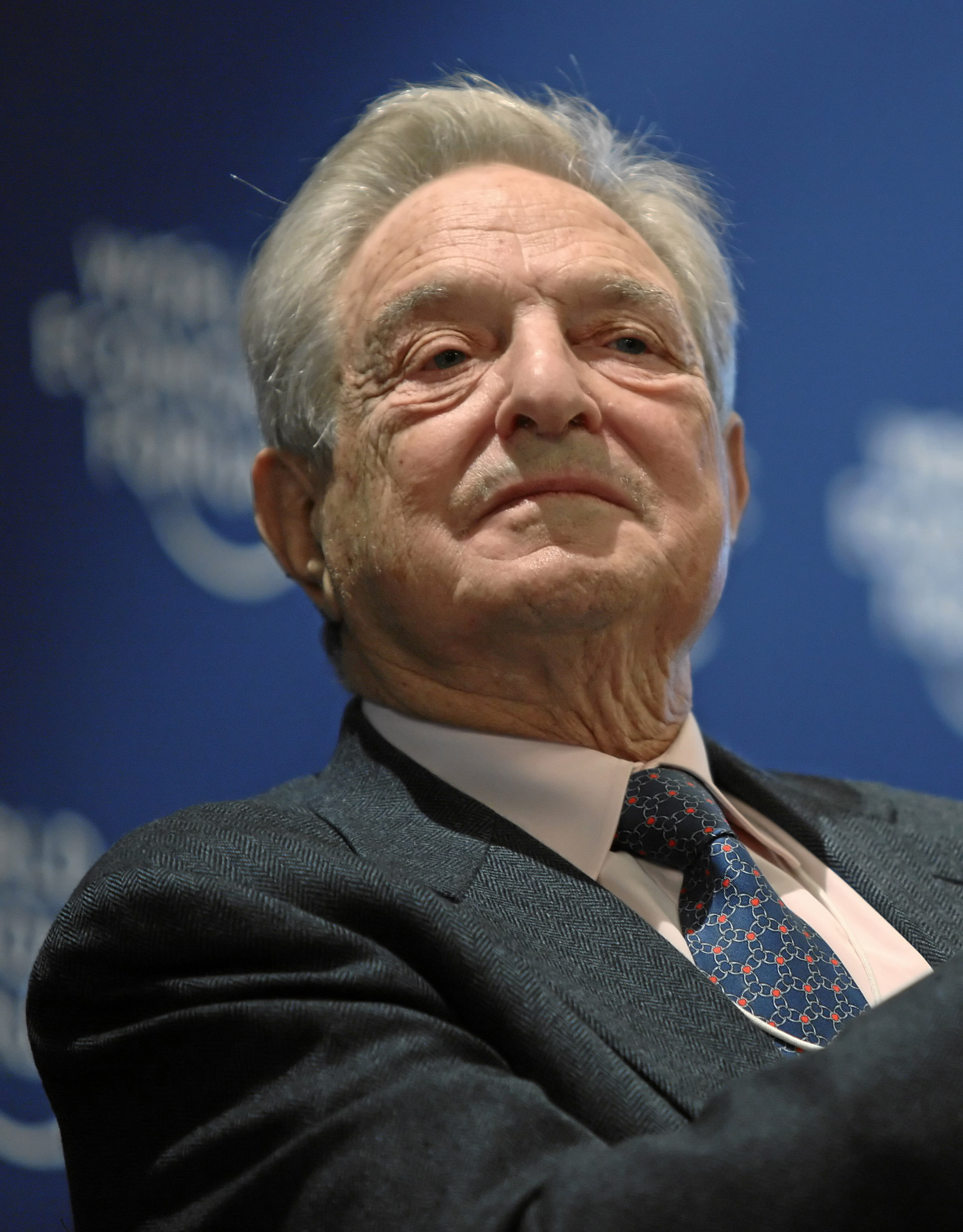
Soros nel 2010 al Meeting di Davos

#### Finanziamenti a campagne elettorali
Soros non è stato un grande donatore alle cause politiche degli USA fino alle elezioni presidenziali del 2004. Secondo il Center for Responsive Politics, durante il ciclo elettorale 2003-04, Soros ha donato 23.581.000 dollari a vari gruppi 527 (gruppi esenti da imposta secondo legislazione USA) intenzionati a sconfiggere il presidente Bush. Il 28 settembre 2004, stanziati altri fondi per la campagna, Soros annunciava l'avvio ad un proprio tour nazionale con un discorso: "Why We Must Not Re-elect President Bush" (“Perché non dobbiamo rieleggere Bush”.) pronunciato presso il National Press Club di Washington. Dopo la rielezione di Bush, Soros e altri donatori hanno sostenuto un nuovo gruppo di raccolta di fondi politici chiamato Democracy Alliance, che sostiene le cause progressiste e la formazione di una struttura progressista più forte in America.
Soros è stato oggetto di critiche per via delle sue cospicue donazioni, dal momento che nel 2002 si era schierato tra i sostenitori del Bipartisan Campaign Reform Act, legge mirata a vietare i contributi di "soft money" nel corso delle campagne elettorali nazionali. Soros si è difeso affermando che le sue donazioni, essendo a favore di organizzazioni indipendenti, non sollevavano gli stessi rischi di corruzione delle donazioni effettuate direttamente a favore dei candidati o dei partiti.
Nel mese di agosto 2009 Soros ha donato 35 milioni di dollari allo Stato di New York destinati ai bambini svantaggiati e dato ai genitori che ricevevano sussidi pubblici per un totale di 200 dollari per bambino dai 3 ai 17 anni, senza limiti al numero di bambini.
Soros è stato tra i primi donatori del Center for American Progress, che continua a sostenere attraverso la Open Society Foundations.
Nell'ottobre 2011 Reuters ha pubblicato un'inchiesta intitolata "Soros: non un finanziatore delle proteste di Wall Street", dopo che una precedente inchiesta su "Chi c'è dietro le proteste di Wall Street", pubblicata con un incipit secondo cui il movimento Occupy Wall Street "avrebbe potuto beneficiare indirettamente della generosità di uno degli uomini più ricchi del mondo [Soros]" era stata criticata perché contenente numerosi errori. La nuova inchiesta di Reuters ha anche incluso il portavoce di Soros e co-fondatore di Adbusters Kalle Lasn, che affermava che Adbusters - il catalizzatore per le prime proteste Occupy Wall Street - non aveva mai ricevuto alcun contributo da Soros, contrariamente alla precedente inchiesta di Reuters.
Il 27 settembre 2012 Soros ha annunciato di aver donato un milione di dollari al programma Priorities USA Action per la ri-elezione del presidente Barack Obama.
Nell'ottobre 2013 Soros ha donato 25.000 dollari a Ready for Hillary, diventando co-presidente del comitato nazionale di finanziamento del super PAC. Nel giugno 2015 Soros ha donato un milione di dollari alla Super PAC Priorities USA Action, che ha sostenuto Hillary Clinton nelle elezioni presidenziali del 2016. Soros ha donato 6 milioni di dollari al PAC nel dicembre 2015 e 2,5 milioni di dollari nell'agosto 2016.
Durante la campagna elettorale delle elezioni presidenziali 2016, Soros ha riferito al Times la preoccupazione per il "tono xenofobo dei repubblicani" e ha ammesso di essere rimasto sconvolto dalla promessa di Trump di vietare completamente l'ingresso ai musulmani negli Stati Uniti. Egli, da simpatizzante democratico, lo considera "un pericolo", affermando che Trump, indirettamente, "lavora per l'ISIS".

#### Decriminalizzazione delle droghe
Soros ha finanziato gli sforzi mondiali per promuovere la riforma delle politiche in materia di droga. Nel 2008 Soros ha donato 400.000 dollari per contribuire a finanziare un referendum in Massachusetts, conosciuto come Massachusetts Sensible Marijuana Policy Initiative, che ha decriminalizzato il possesso di meno di 1 oz (28g) di marijuana nello stato. Soros ha anche finanziato misure analoghe in California, Alaska, Oregon, Washington, Colorado, Nevada e Maine. Fra i gruppi di decriminalizzazione delle droghe che hanno ricevuto finanziamenti da Soros sono il Lindesmith Center e la Drug Policy Foundation. Soros ha donato 1,4 milioni di dollari agli sforzi pubblicitari per sostenere la Proposition 5 in California nel 2008, una misura fallita che avrebbe ampliato i programmi di riabilitazione delle droghe come alternative alla prigione per le persone condannate per reati non violenti di droga. Nell'ottobre 2010, Soros ha donato 1 milione di dollari per sostenere la Proposition 19 in California.
Secondo le osservazioni in un'intervista nell'ottobre 2009, è opinione di Soros che la marijuana dà meno dipendenza ma non è appropriata all'uso da parte dei bambini e degli studenti. Egli stesso non ha usato marijuana per anni. Soros è stato un importante finanziatore della Drug Policy Alliance - un'organizzazione che promuove la legalizzazione della cannabis - con circa 4 milioni di dollari in contributi annuali da una delle sue fondazioni.

#### Politiche sulla morte
Il Project on Death in America, attivo dal 1994 al 2003, è stato uno dei progetti dell'Open Society Institute che cercava di "comprendere e trasformare la cultura e l'esperienza del morire e del lutto". Nel 1994 Soros ha fatto un discorso in cui ha riferito di aver offerto di aiutare sua madre, membro della Hemlock Society, a suicidarsi. Nello stesso discorso, ha anche approvato l'Oregon Death with Dignity Act e in seguito finanziato la sua campagna pubblicitaria.

### Europa

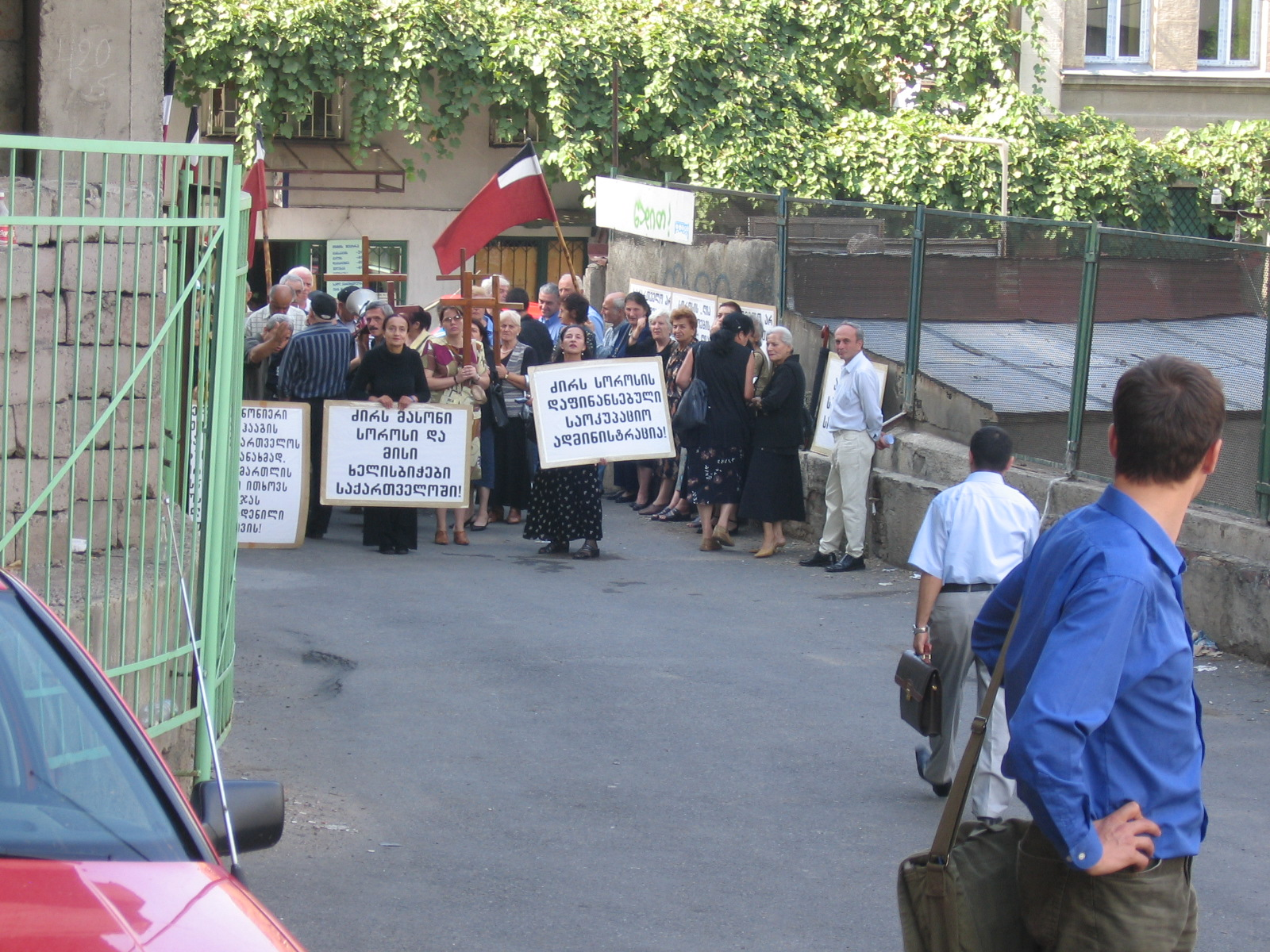
Protestanti a Tbilisi con bandiera della Repubblica Democratica di Georgia bloccano la strada dall'ufficio dell'Open Society Institute, 2005

Secondo Waldemar A. Nielsen, un'autorità sulla filantropia americana, "[Soros] ha intrapreso ... nient'altro che aprire le società comuniste un tempo chiuse dell'Europa orientale a un libero flusso di idee e conoscenze scientifiche dal mondo esterno ". Dal 1979, come sostenitore delle "società aperte", Soros sosteneva finanziariamente i dissidenti tra cui il movimento Solidarność in Polonia, Charta 77 in Cecoslovacchia e Andrei Sakharov nell'Unione Sovietica. Nel 1984 Soros fondò il suo primo Open Society Institute in Ungheria con un budget di 3 milioni di dollari.
Dalla caduta dell'Unione Sovietica, i finanziamenti di Soros hanno continuato a svolgere un ruolo importante nella sfera ex sovietica. Il suo finanziamento di programmi a favore della democrazia in Georgia è stato considerato cruciale dagli osservatori russi e occidentali per il successo della Rivoluzione delle rose, anche se Soros ha affermato che il suo ruolo è stato "ampiamente sopravvalutato".
L'ex ministro georgiano Salomé Zourabichvili ha scritto che istituzioni come la Fondazione Soros erano la culla della democratizzazione e che tutte le ONG che gravitavano intorno alla Fondazione Soros hanno indubbiamente portato avanti la rivoluzione. Secondo Zourabichvili dopo la rivoluzione la Fondazione Soros e le ONG sono state integrate nel sistema politico georgiano.
Alcune iniziative pro-democratiche sostenute da Soros sono state vietate in Kazakistan e Turkmenistan Nel 1990 la sua International Renaissance Foundation approdò a Kiev
Nel 1997 Soros ha chiuso la sua fondazione in Bielorussia dopo che è stata multata per 3 milioni di dollari da parte del governo per "violazioni delle imposte e delle valute". Come ha riportato il New York Times, il presidente bielorusso Aljaksandr Lukašėnka è stato ampiamente criticato in Occidente e in Russia per i suoi sforzi per controllare la Belarus Soros Foundation e altre ONG indipendenti e per sopprimere i diritti civili e umani. Soros ha affermato che la multa era una parte di una campagna per "distruggere la società indipendente".
Nel giugno 2009, Soros ha donato 100 milioni di dollari all'Europa Centrale e all'Europa Orientale per contrastare l'impatto della crisi economica sui poveri, sui gruppi volontari e sulle organizzazioni non governative.
Nel marzo 2017, sei senatori americani hanno inviato una lettera al segretario di Stato Rex Tillerson chiedendo di esaminare diverse sovvenzioni che il Dipartimento di Stato e l'Agenzia degli Stati Uniti per lo Sviluppo Internazionale (USAID) hanno dato ai gruppi finanziati da Soros. La lettera ha espresso preoccupazione specifica circa l'influenza di Soros sulla politica macedone, una preoccupazione anche espressa dai membri del governo conservatore macedone. Nello stesso contesto, la Guardia giudiziaria ha presentato una causa legale sulla libertà di informazione (FOIA) contro il Dipartimento di Stato degli Stati Uniti e USAID che li ha obbligati a rilasciare i registri relativi a 5 milioni di dollari trasferiti da USAID al ramo Open Society di Soros in Macedonia. La causa afferma che i soldi vennero deliberatamente utilizzati per destabilizzare il governo macedone.
Nel gennaio 2017, l'iniziativa "Stop Operation Soros" (SOS) è stata lanciata in Macedonia. SOS cerca di presentare "domande e risposte sul modo in cui Soros opera in tutto il mondo" e invita i cittadini a contribuire alla ricerca. In una conferenza stampa tenuta nello stesso mese, Nenad Mircevski, uno dei fondatori dell'iniziativa, ha affermato che SOS avrebbe lavorato verso la "de-Soros-izzazione" della Macedonia.
Soros ha anche contribuito a finanziare il gruppo no-profit Independent Diplomat che rappresentava il Kosovo, la Repubblica Turca di Cipro del Nord il Somaliland e il Fronte Polisario del Sahara Occidentale. Nel novembre 2005 Soros ha dichiarato: "Il mio parere personale è che non c'è alternativa a dare l'indipendenza del Kosovo".
Nel 2018 Soros e sua moglie figuravano tra i finanziatori del partito politico italiano +Europa. Nel novembre 2022 Carlo Calenda, leader di Azione, ha descritto l'esistenza di una donazione da Soros a +Europa dall'importo di 1,5 milioni di euro: +Europa dapprima ha smentito la circostanza (tramite il segretario Benedetto Della Vedova), per poi il giorno dopo rivendicare la donazione, definendola un contributo diretto versato a singoli candidati di +Europa per le spese di campagna elettorale.

## Prese di posizione e controversie
George Soros ha molti critici tra i conservatori repubblicani statunitensi (specie durante l'amministrazione Bush) e tra la destra israeliana, per le sue critiche ai governi Sharon.

### Visioni sugli Stati Uniti d'America
L'11 novembre 2003, in un'intervista al The Washington Post, Soros ha dichiarato che rimuovere il presidente George W. Bush era "l'obiettivo centrale della mia vita" e "una questione di vita e di morte". Soros ha affermato che avrebbe sacrificato tutta la sua fortuna per sconfiggere Bush "se qualcuno lo garantisse".
Il suo libro del 2003, The Bubble of American Supremacy, contiene una critica diretta della "guerra al terrorismo" dell'amministrazione Bush come mal concepita e controproducente e una polemica contro la rielezione di Bush. Soros legittima il titolo del libro nel capitolo finale, indicando i paralleli tra questo contesto politico e i processi riflessivi auto-rinforzanti che generano bolle nei prezzi delle azioni.
In un'apparizione dell'agosto 2004 al Chris Wallace's FOX News Sunday (programma televisivo statunitense di interviste condotto da Chris Wallace, in onda sull'emittente Fox News Channel, di proprietà di Rupert Murdoch), il portavoce repubblicano del Parlamento statunitense Dennis Hastert, affermava: "Non conosciamo l'origine del denaro di George Soros. Non sappiamo da dove venga, né dove vada. Se parte del denaro di Soros viene dall'estero, potrebbe provenire da traffico di stupefacenti. Non abbiamo idea da dove provenga". Soros, tra l'altro, è impegnato per la depenalizzazione delle droghe leggere. Soros rispose ad Hastert affermando: "Calunniando la mia persona con false accuse e menzogne sta cercando di sviare un dibattito d'importanza critica e di intimidire coloro che ritengono che la presente amministrazione sta conducendo il paese alla rovina. Ora che l'ho richiamata sulle sue accuse infondate, lei sta adoperando altre tattiche scorrette". Soros, inoltre, ha effettuato un ricorso ufficiale presso la House Committee on Standards of Official Conduct, affermando che il commento di Hastert "svela chiaramente la deliberata intenzione di utilizzare tattiche di diffamazione ed intimidazione per mettere a tacere le critiche".
Nel 2006 gli sono state chieste precisazioni circa la sua dichiarazione in L'età della fecondità che "l'ostacolo principale ad un ordine mondiale stabile e giusto sono gli Stati Uniti d'America". Soros ha risposto che ciò "coincide con l'opinione prevalente nel mondo, e penso che sia piuttosto scioccante per gli statunitensi sentirselo dire. Gli Stati Uniti d'America fissano l'ordine del giorno per il mondo e il resto del mondo deve rispondere a tale agenda. Dichiarando una "guerra al terrorismo" dopo l'11 settembre, abbiamo fissato l'agenda sbagliata per il mondo... Quando si fa la guerra, si creano inevitabilmente vittime innocenti."
Soros ha descritto Donald Trump come un truffatore e si aspettava che Trump fallisse perché convinto che le sue idee fossero auto-contraddittorie. Soros credeva che Trump si stesse preparando per una guerra commerciale e si aspettava che i mercati finanziari reagissero male.

### Visioni sull'Europa
Nell'ottobre 2011 Soros ha scritto una lettera aperta intitolata As concerned Europeans we urge Eurozone leaders to unite, in cui invita ad un governo economico più forte per l'Europa che utilizzi mezzi federali (tesoro comune, politica fiscale comune), e mette in guardia contro il pericolo di soluzioni nazionalistiche alla crisi economica. La lettera è stata co-firmata tra gli altri da Javier Solana, Daniel Cohn-Bendit, Andrew Duff, Emma Bonino, Massimo D'Alema, Vaira Vīķe-Freiberga.
Soros ha criticato il primo ministro ungherese Viktor Orbán e la sua gestione della crisi migratoria europea nel 2015: "Il suo piano considera la protezione dei confini nazionali come obiettivo e i rifugiati come ostacolo. Il nostro piano considera la protezione dei rifugiati come obiettivo e le frontiere nazionali come ostacolo".
Soros si aspettava inoltre che la Brexit sarebbe fallita e che il premierato di Theresa May sarebbe durato solo per un breve periodo di tempo.

### Visioni sull'Asia
Soros ha espresso preoccupazione per la crescita del potere economico e politico cinese dicendo: "la Cina è cresciuta molto rapidamente guardando i suoi interessi [...] deve ora accettare la responsabilità per l'ordine mondiale e per gli interessi delle altre persone". Per quanto riguarda l'impasse politica in America, Soros ha dichiarato: "Oggi, la Cina non ha solo un'economia più vigorosa, ma in realtà un governo che funziona meglio rispetto agli Stati Uniti". Nel luglio del 2015, Soros ha dichiarato che una "partnership strategica tra gli Stati Uniti e la Cina potrebbe impedire l'evoluzione di due blocchi di potenza che potrebbero essere portati ad un conflitto militare". Nel gennaio 2016, durante un'intervista al World Economic Forum (WEF) di Davos, Soros affermò che "un atterraggio duro è praticamente inevitabile". I media cinesi risposero dichiarando che "le sfide di Soros al renminbi e al dollaro di Hong Kong sono destinate a fallire, senza alcun dubbio".

### Visioni sulla Russia e l'Ucraina
Nel maggio 2014 Soros, intervistato da Fareed Zakaria (CNN) disse: "Ho istituito una fondazione in Ucraina prima che l'Ucraina divenisse indipendente dalla Russia. La fondazione è operativa da allora e ha giocato una parte importante negli eventi".
Nel gennaio del 2015 Soros dichiarò che "l'Europa deve svegliarsi e riconoscere che è sotto attacco dalla Russia". Invitò anche i paesi occidentali ad espandere le sanzioni economiche contro la Russia per il suo sostegno ai separatisti dell'Ucraina orientale.
Nel gennaio 2015 Soros chiese all'Unione europea di allocare 50 miliardi di dollari per il salvataggio finanziario dell'Ucraina.
Nel luglio 2015, Soros dichiarò che l'annessione della Crimea da parte di Putin è stata una sfida all'ordine mondiale prevalente, in particolare all'Unione europea. Soros ipotizzò che Putin intendesse "destabilizzare tutta l'Ucraina precipitando un crollo finanziario e politico per cui egli può negare la responsabilità, evitando l'occupazione di una parte dell'Ucraina orientale, che dipenderà poi dalla Russia per il sostegno economico". Nel novembre 2015, la Russia bandì la Open Society Foundations (OSF) e l'Open Society Institute (OSI) - due organizzazioni fondate da Soros - affermando che rappresentavano una "minaccia per le fondamenta del sistema costituzionale della Federazione russa e la sicurezza dello stato".
Nel gennaio del 2016, 53 libri relativi al programma di "Rinnovamento dell'educazione umanitaria" di Soros furono bruciati al Vorkuta Mining and Economic College nella Repubblica di Komi con altri 427 libri sequestrati. Una lettera intergovernativa russa pubblicata nel dicembre del 2015 affermava che le associazioni di Soros stavano "formando una percezione pervertita della storia e formulando direttive ideologiche, aliene dall'ideologia russa, popolare".

### Visioni sull'antisemitismo e Israele
Quando gli è stato chiesto cosa pensa di Israele, Soros rispose al New Yorker: "Io non nego agli ebrei un diritto a un'esistenza nazionale, ma non voglio avere niente a che fare con esso." 
Secondo le mail violate e rilasciate da DC Leaks nel 2016, la Fondazione Open Society di Soros si pone come obiettivo di "sfidare le politiche razziste e antidemocratiche di Israele" nei forum internazionali, anche mettendo in discussione la reputazione di Israele come democrazia. Soros ha finanziato ONG che hanno criticato attivamente le politiche israeliane, compresi gruppi che promuovono il movimento di boicottaggio, disinvestimento e sanzioni contro Israele.

Il 5 novembre 2003, in un forum ebraico di New York, Soros attribuì parzialmente la recrudescenza dell'antisemitismo alle politiche di Israele e degli Stati Uniti d'America oltre che al ruolo degli ebrei ricchi e influenti come lui stesso: 
 C'è una rinascita dell'antisemitismo in Europa. Le politiche dei governi Bush e Sharon contribuiscono a ciò. Non è specificamente antisemitismo, ma si manifesta anche in antisemitismo. Io sono critico di tali politiche [...] Se cambiamo questa impostazione, anche l'antisemitismo diminuirà. Non riesco a vedere come si potrebbe affrontare altrimenti [...] Rifletto molto anche sul mio ruolo, perché il nuovo antisemitismo afferma che gli ebrei governino il mondo; [...] come conseguenza involontaria delle mie azioni [...] anche io contribuisco a questa credenza. 
Soros è stato accusato di dire che sia gli ebrei sia Israele siano parzialmente responsabili dell'antisemitismo, in risposta alla sua affermazione secondo cui le amministrazioni di George W. Bush negli Stati Uniti d'America e Ariel Sharon in Israele stavano rafforzando l'antisemitismo. Soros ha anche affermato che gli ebrei non possono superare l'antisemitismo senza "abbandonare la tribalità".

In un successivo articolo per The New York Review of Books, Soros sottolineò che: 
 "...non sottoscrivo i miti propagati dai nemici di Israele e non sto accusando gli ebrei per l'antisemitismo. L'antisemitismo precede la nascita di Israele. Né le politiche di Israele né le critiche di quelle politiche dovrebbero essere considerate responsabili dell'antisemitismo. Al tempo stesso, credo che gli atteggiamenti verso Israele siano influenzati dalle politiche di Israele e che gli atteggiamenti verso la comunità ebraica siano influenzati dal successo della lobby filo-israeliana nel sopprimere le opinioni divergenti."
Durante una causa legale di 10 miliardi di dollari avviata contro Soros dalla società israeliana BSG Resources di Beny Steinmetz, quest’ultimo ha affermato che Soros avrebbe fatto pressioni sul governo della Guinea per congelare la società israeliana dai contratti minerari di ferro: "Per Soros, il successo di Steinmetz, così come la sua attiva e appassionata promozione della vita, del business e della cultura israeliana, è anatema. Soros è anche noto per la sua animosità di vecchia data verso Israele".
Durante una cerimonia di premiazione per Imre Kertész, Soros ha affermato che le vittime della violenza e degli abusi diventavano "autori della violenza", suggerendo che questo modello spiegasse il comportamento di Israele nei confronti dei palestinesi. Soros è stato per questo contestato.
Nel luglio del 2017, il Ministero degli Affari Esteri di Israele ha rilasciato una dichiarazione che denunciava Soros, una mossa che sembrava destinata ad allineare Israele all'Ungheria prima di una visita a Budapest dal primo ministro Benjamin Netanyahu. Il ministro degli Esteri israeliano ha dichiarato che Soros "continua a minare i governi democraticamente eletti di Israele", aggiungendo che le organizzazioni di Soros hanno finanziato organizzazioni "che diffamano lo Stato d'Israele e cercano di negargli il diritto di difendersi".

### Critica delle attività finanziarie

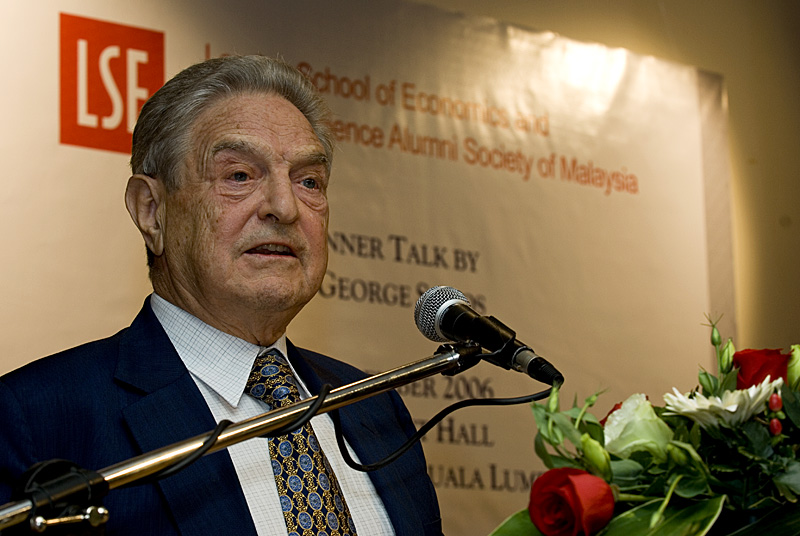
Soros parla in Malaysia

I critici affermano che Soros eserciterebbe un'irregolare influenza sui mercati valutari per via del Quantum Fund, il fondo di investimento privato di sua proprietà. Al pari di molti grandi hedge fund, questo ha sede sociale in un paradiso fiscale, nello specifico Curaçao, nelle Antille Olandesi.
Nel 1997, durante la crisi finanziaria asiatica, il primo ministro della Malaysia, Mahathir Mohamad, ha accusato Soros di usare la ricchezza sotto il suo controllo per punire la decisione dell'ASEAN di accogliere il Myanmar come stato membro. Facendo seguito ad una storia di affermazioni antisemite, Mahathir ha fatto specifico riferimento alle origini ebraiche di Soros ("è un ebreo che ha innescato il crollo valutario"), sottintendendo che Soros stesse orchestrando l'incidente come parte di una più ampia cospirazione ebraica. Nove anni dopo, nel 2006, Mahathir ha incontrato Soros e poi ha affermato di aver accettato che Soros non fosse responsabile della crisi. Nel suo libro del 1998 La crisi del capitalismo globale: la società aperta in pericolo, Soros ha spiegato il suo ruolo nella crisi come segue:
"La crisi finanziaria che è nata in Thailandia nel 1997 è stata particolarmente inquietante a causa della sua portata e della sua gravità [...] All'inizio del 1997 era già chiaro al Soros Fund Management che la discrepanza tra il conto commerciale e il conto capitale stava diventando insostenibile. Abbiamo venduto allo scoperto il baht thailandese e il ringgit malese all'inizio del 1997 con scadenze che vanno da sei mesi a un anno (cioè abbiamo stipulato contratti per consegnare in futuro baht tailandesi e ringgit malesi che non possedevamo al momento). In seguito il primo ministro Mahathir della Malesia mi ha accusato di provocare la crisi, un'accusa totalmente infondata. Non eravamo venditori della moneta durante o diversi mesi prima della crisi; al contrario, noi eravamo acquirenti quando le valute cominciarono a diminuire: stavamo acquistando ringgit per realizzare i profitti sulla nostra precedente speculazione (troppo presto, come apparve poi. Abbiamo lasciato la maggior parte del potenziale guadagno sul tavolo perché avevamo paura che Mahathir avrebbe imposto controlli di capitale, come ha poi fatto, ma molto più tardi.)
Nel 1999, l'economista Paul Krugman ha criticato l'effetto-Soros sui mercati finanziari: 
"Nessuno che abbia letto una rivista d'affari negli ultimi anni può ignorare che in questi giorni ci sono davvero investitori che non solo spostano denaro in previsione di una crisi monetaria, ma effettivamente fanno del loro meglio per innescare tale crisi per divertimento e profitto. Questi nuovi attori sulla scena non hanno ancora un nome standard; il termine che propongo è Soroi".
Soros traccia quindi una distinzione tra l'essere un operatore nel mercato e il lavorare per cambiare le regole che gli operatori devono seguire. In risposta alle accuse di essere personalmente responsabile di molteplici disastri finanziari, tra cui quelli di Regno Unito, Europa dell'Est e Thailandia, ha dichiarato: "Nella veste di operatore di mercato non mi si richiede di preoccuparmi delle conseguenze delle mie operazioni finanziarie."

### Teorie del complotto
Gli ambienti del complottismo hanno spesso accusato Soros al punto che la sua figura è quasi allineata alla famiglia Rothschild nella teoria del complotto giudaico. Tra le azioni attribuitegli senza una chiara fonte vi sono quelle riguardanti il finanziamento a gruppi dissidenti come le Femen e le Pussy Riot in Russia, la rivoluzione arancione in Ucraina, la primavera araba, il movimento verde in Iran, il piano Kalergi tramite le Organizzazioni non governative durante la crisi europea dei migranti, accuse pubblicamente rivolte a Soros anche dall'allora vice-premier e Ministro dell'Interno italiano Matteo Salvini.

## Vita privata
Soros è stato sposato tre volte e divorziato due volte. Nel 1960 sposò Annaliese Witschak, un'immigrata tedesca rimasta orfana durante la guerra. Anche se non era ebrea, era molto gradita dai genitori di Soros poiché aveva anche provato la privazione e lo sfollamento causati dalla seconda guerra mondiale. Divorziarono nel 1983. Hanno avuto tre figli:
- Robert Daniel Soros (nato nel 1963): fondatore della Central European University di Budapest, nonché una rete di fondazioni nell'Europa Orientale. Nel 1992 sposò Melissa Robin Schiff al Tempio Emanu-El di New York City. Il rabbino Dr. David Posner ha officiato la cerimonia.[166]
- Andrea Soros Colombel (nata nel 1965): fondatrice e presidente della Trace Foundation, fondata nel 1993 per promuovere la continuità culturale e lo sviluppo sostenibile delle comunità tibetane in Cina. È anche socia fondatrice e membro del consiglio di amministrazione del fondo Acumen, un fondo globale d'impresa che impiega un approccio imprenditoriale nell'affrontare i problemi della povertà globale.[167] È sposata con Eric Colombel.
- Jonathan Tivadar Soros (nato nel 1970): gestore di hedge fund e donatore politico. Nel 2012 ha co-fondato Friends of Democracy, un SuperPAC dedicato a ridurre l'influenza del denaro in politica. Nel 1997 sposò Jennifer Ann Allan.[168]

Nel 1983, Soros sposò Susan Weber, di venticinque anni più giovane. Hanno divorziato nel 2005. Hanno due figli:
- Alexander Soros (nato nel 1985), donatore a cause sociali e politiche che concentra i suoi sforzi filantropici su "cause progressiste che potrebbero non avere ampio sostegno".[169] Alexander serve nel board del Jewish Funds for Justice e di Global Witness, e ha guidato la lista dei donatori politici studenteschi nel ciclo elettorale del 2010.[170]
- Gregory James Soros (nato nel 1988), artista.

Nel 2008 Soros incontra la sua attuale moglie, Tamiko Bolton, di 42 anni più giovane sposandola il 21 settembre 2013.. La Bolton è figlia di un'infermiera nippo-americana e di un comandante navale in pensione. Cresciuta in California, ha conseguito un MBA presso l'Università di Miami e gestisce una società di vendite online di integratori alimentari e vitamine.
Il fratello maggiore di Soros, Paul, investitore privato, è morto il 15 giugno 2013.. Ingegnere, Paul ha diretto la Soros Associates e ha istituito le Paul and Daisy Soros Fellowships for Young Americans. 
Egli era sposato con Daisy Soros (nata Schlenger), che, come suo marito, era un'immigrata ebrea ungherese e con il quale aveva due figli, Peter e Jeffrey.. Peter era sposato con Flora Fraser, figlia di Lady Antonia Fraser e di Sir Hugh Fraser e una figliastra del Nobel 2005 Harold Pinter. Fraser e Soros si sono separati nel 2009.
Nel 2005, Soros è stato un partner di minoranza in un gruppo che ha cercato di acquistare i Washington Nationals, una squadra di baseball della Major League. Alcuni legislatori repubblicani hanno suggerito che avrebbero potuto revocare l'esenzione antitrust della Major League Baseball se Soros avesse acquistato la squadra. Nel 2008, il nome di Soros è stato associato alla Roma, ma il club non è stato venduto. Soros è stato un sostenitore finanziario di Washington Soccer L.P., il gruppo che ha posseduto i diritti di gestione al Major League Soccer Club D.C. United quando la lega è stata fondata nel 1995, ma il gruppo ha perso questi diritti nel 2000. Il 21 agosto del 2012, la BBC ha notato segnalazioni di SEC che mostrano che Soros ha acquistato circa un 1,9% di quote nel club inglese di calcio inglese Manchester United con l'acquisto di 3,1 milioni di azioni della classe A del club.

## Premi e onorificenze
Soros ha conseguito un titolo di dottorato onorario della New School for Social Research (New York), Università di Oxford nel 1980, Corvinus University of Budapest e Yale University nel 1991. Ha inoltre ricevuto lo Yale International Center for Finance Award dalla Yale School of Management nel 2000 e una laurea in Economia presso l'Università di Bologna nel 1995.
Nel 2008 è stato inserito nella Hall of Fame degli Hedge Fund Manager della Institutional Investors Alpha insieme a Louis Bacon, Steven Cohen, Paul Tudor Jones, Seth Klarman, Michael Steinhardt, Jack Nash, James Simmons, Alfred Jones, Leon Levy, Julian Roberston e Bruce Kovner.
Nel mese di gennaio 2014, Soros è stato classificato numero 1 nell'elenco LCH Investments dei primi 20 manager, avendo registrato guadagni di quasi 42 miliardi di dollari dal lancio del suo fondo Quantum Endowment nel 1973.
Nel 2018 viene eletto uomo dell'anno dal Financial Times.

## Libri

### Autore e coautore
- L'alchimia della finanza (Ponte alle Grazie, 1995) ISBN 88-7928-430-4
- La Crisi del Capitalismo globale (Ponte alle Grazie, 1999) ISBN 88-7928-449-5
- Scienze e Società aperta: il futuro della filosofia di Karl Popper di Mark Amadeus Notturno, George Soros (Central European University Press, 2000) ISBN 963-9116-69-6 (paperback: Central European University Press, 2000; ISBN 963-9116-70-X)
- Società aperta: rinnovare il Capitalismo globale (PublicAffairs, 2000) ISBN 1-58648-019-7
- George Soros sulla Globalizzazione (PublicAffairs, 2002) ISBN 1-58648-125-8 (paperback; PublicAffairs, 2004; ISBN 1-58648-278-5)
- La bolla della supremazia americana: correggere l'abuso di potere americano (PublicAffairs, 2003) ISBN 1-58648-217-3 (paperback; PublicAffairs, 2004; ISBN 1-58648-292-0)
- The crash of 2008 and what it means. The new paradigm for financial markets (PublicAffairs, 2008) ISBN 978-1-58648-699-0